# Gewässerkorrektion
Die Gewässerkorrektion (seltener auch: Gewässerkorrektur) ist ein Begriff aus dem Wasserbau und der Wasserwirtschaft, mit dem Umgestaltungen von Fließgewässern und Seen zum Zwecke des Hochwasserschutzes, der Nutzung des Gewässers für die Schifffahrt oder andere gewerbliche Zwecke und in der Regel auch die Landgewinnung und die landwirtschaftliche Melioration der angrenzenden Aue beschrieben werden. Der Begriff ist, vor allem im 19. Jahrhundert, für die großen Umgestaltungen der mitteleuropäischen Flusssysteme wie Rhein und Donau allgemein üblich gewesen. Im heutigen Sprachgebrauch ist er als Fachbegriff nur noch in der Schweiz üblich. In Deutschland wird, in gleichem Sinne, der Ausdruck Gewässerausbau verwendet.

## Rechtliche Regelungen in der Schweiz
In Artikel 37 (Verbauung und Korrektion von Fliessgewässern) des Schweizerischen Gewässerschutzgesetzes ist festgelegt: „Fliessgewässer dürfen nur verbaut oder korrigiert werden, wenn: a) der Schutz von Menschen oder erheblichen Sachwerten es erfordert; b) es für die Schiffbarmachung oder für eine im öffentlichen Interesse liegende Nutzung der Wasserkraft nötig ist; bbis) es für die Errichtung einer Deponie nötig ist, die nur am vorgesehenen Standort errichtet werden kann und auf der ausschliesslich unverschmutztes Aushub-, Abraum- und Ausbruchmaterial abgelagert wird; c) dadurch der Zustand eines bereits verbauten oder korrigierten Gewässers im Sinn dieses Gesetzes verbessert werden kann.“ Artikel 3 (Massnahmen) des Bundesgesetzes über den Wasserbau legt fest: „(1) Die Kantone gewährleisten den Hochwasserschutz in erster Linie durch den Unterhalt der Gewässer und durch raumplanerische Massnahmen. (2) Reicht dies nicht aus, so müssen Massnahmen wie Verbauungen, Eindämmungen, Korrektionen, Geschiebe- und Hochwasserrückhalteanlagen sowie alle weiteren Vorkehrungen, die Bodenbewegungen verhindern, getroffen werden.“ (→ Liste der Gewässerkorrektionen in der Schweiz)

## Die großen Flusskorrektionen
Die Flüsse Mitteleuropas, einschließlich der Schweiz, waren bis in das 19. Jahrhundert noch überwiegend fast natürlich fließende Wildflüsse. Innerhalb seiner Aue verlagerte der Fluss öfters seinen Lauf und lagerte dabei alle Sedimente um. Die Auen waren darüber hinaus durch regelmäßige Hochwasser überflutet. Sie wurden daher als Siedlungsland gemieden und waren landwirtschaftlich nur als Weideland nutzbar. Die wachsende Bevölkerung und die damit verbundene Landknappheit führten dazu, dass sich trotz der Gefahren immer mehr Menschen auch in den Auen niederließen. Gleichzeitig wurden aber die Hochwässer stärker und bedrohten auch die früher hochwasserfreien Siedlungen am Talrand. Dies wird auf eine Kombination von zwei Faktoren zurückgeführt: die zunehmende Entwaldung der Hochlagen, die den direkten Abfluss verstärkte, und die Zunahme der Niederschläge. Als Besonderheit der Gebirgsländer führten insbesondere die kleineren Alpenflüsse bei Hochwasser gewaltige Massen von Geschiebe mit, die manchmal Flüsse wie den Rhein zu Seen aufstauen konnten. Nach einer Serie katastrophale Hochwasser mit gewaltigen Schäden wurden in immer mehr Regionen Pläne ausgearbeitet, die Flüsse zu „korrigieren“, also in einen für den Menschen günstigen Zustand umzubauen. Die dafür notwendigen gewaltigen Investitionen waren in den früheren Zeiten der Alten Eidgenossenschaft, aus wirtschaftlichen und politischen Gründen, schlicht nicht aufzubringen gewesen. Einzige größere Ausnahme und Vorläufer der späteren Maßnahmen war die Kanderkorrektion (1711 bis 1714) durch die Stadtgemeinde Bern. Die Korrektionen wurden von den Zeitgenossen als gewaltige Taten mit hoher symbolischer Bedeutung gesehen, bei denen der Mensch durch eine Binnenkolonisation die feindliche Natur bezwinge.
Etwa zeitgleich wurden in Deutschland, zunächst in Baden, die Pläne für die Rheinkorrektion entwickelt, die für die Schweizer inspirierend für ihre eigenen Vorhaben wirkte. Der leitende Ingenieur Johann Gottfried Tulla arbeitete 1807 bis 1808 auch die Pläne für die Linthkorrektion (1807 bis 1816) aus, die erste nationale Maßnahme der neuen Eidgenossenschaft. Ein weit größeres Werk war die erste Juragewässerkorrektion (1868 bis 1891), bei der vor allem die Aare im Mittelland im Abfluss reguliert wurde. Dabei wurde nicht nur der Flusslauf begradigt und zwischen Dämme verlegt, sondern auch ein ausgedehntes Moor, das Große Moos, trockengelegt, heute ein bedeutendes Gemüse-Anbaugebiet. Fast zeitgleich wurde 1863 bis 1893 die Rhonekorrektion im Wallis in Angriff genommen. Ab 1892 folgte die Rheinkorrektion zwischen Landquart-Mündung und Bodensee. Dabei wurde der Rhein im Diepoldsauer Durchstich in ein neues Bett verlegt und sein Lauf um 10 Kilometer verkürzt.
Diese großen und die zahlreichen kleineren folgenden Korrektionen, etwa die Korrektionen des Ticino in der Magadinoebene, der Gürbe, der Töss und der Emme, haben dazu geführt, dass im Verhältnis zur nutzbaren Landfläche die Schweiz einen höheren Anteil verbauter, regulierter und wasserwirtschaftlich genutzter Gewässer als die meisten anderen europäischen Staaten besitzt.
In Deutschland wurden nach der Rheinkorrektion auch andere wasserbauliche Großvorhaben im 19. Jahrhundert noch so bezeichnet, zum Beispiel die Weserkorrektion 1887 bis 1895, bei der die Weser bis Bremen für Hochseeschiffe befahrbar gemacht wurde. Für die folgenden, meist kleineren Maßnahmen des 20. Jahrhunderts kam der Begriff aber außer Gebrauch.

## Verfahren

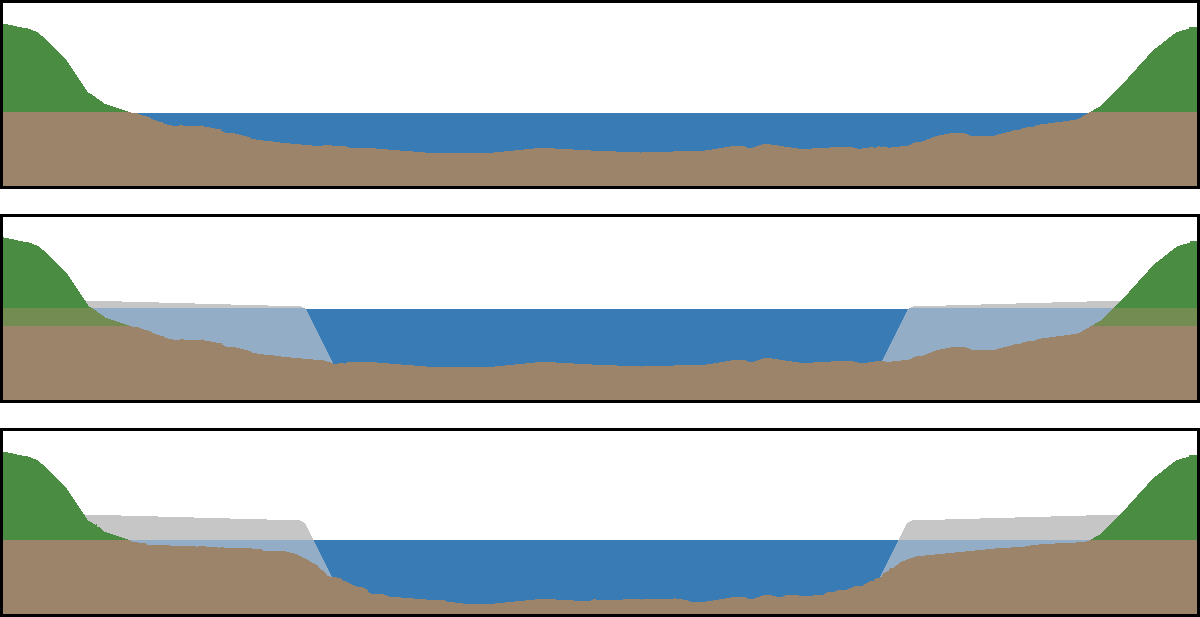
Das Errichten von Flussbuhnen bei begradigten Flüssen vertieft das Gewässer und fördert die Schiffbarkeit

Korrektionen in Schwemmebenen bestehen insbesondere in der Melioration des Bodens durch Drainage, um ihn zu entwässern, trockenzulegen und urbar zu machen. Daneben werden Flüsse begradigt und kanalisiert, um höhere Fliessgeschwindigkeiten und Transportkapazitäten für Geschiebe zu erreichen. Umleitungen der Flüsse in Seen gaben dem Geschiebe natürliche Ablagerungsbecken und führten zu natürlichen Ausgleichsbecken bei Hochwasser.